# Go-Mizunoo Tennō
Go-Mizunoo Tennō (後水尾天皇?) (29 de junio de 1596-11 de septiembre de 1680) fue el 108° emperador de Japón, de acuerdo al orden tradicional de sucesión. Reinó de 1611 a 1629.
Este soberano del siglo XVII recibió su nombre del emperador Seiwa del siglo IX y go- (後), que se traduce como "posterior" o "segundo" y, por lo tanto, podría llamarse el "Emperador Segundo Mizunoo". La palabra japonesa go también se ha traducido para significar la "segunda", y en algunas fuentes más antiguas, este emperador puede ser identificado como "Mizunoo II".

## Genealogía

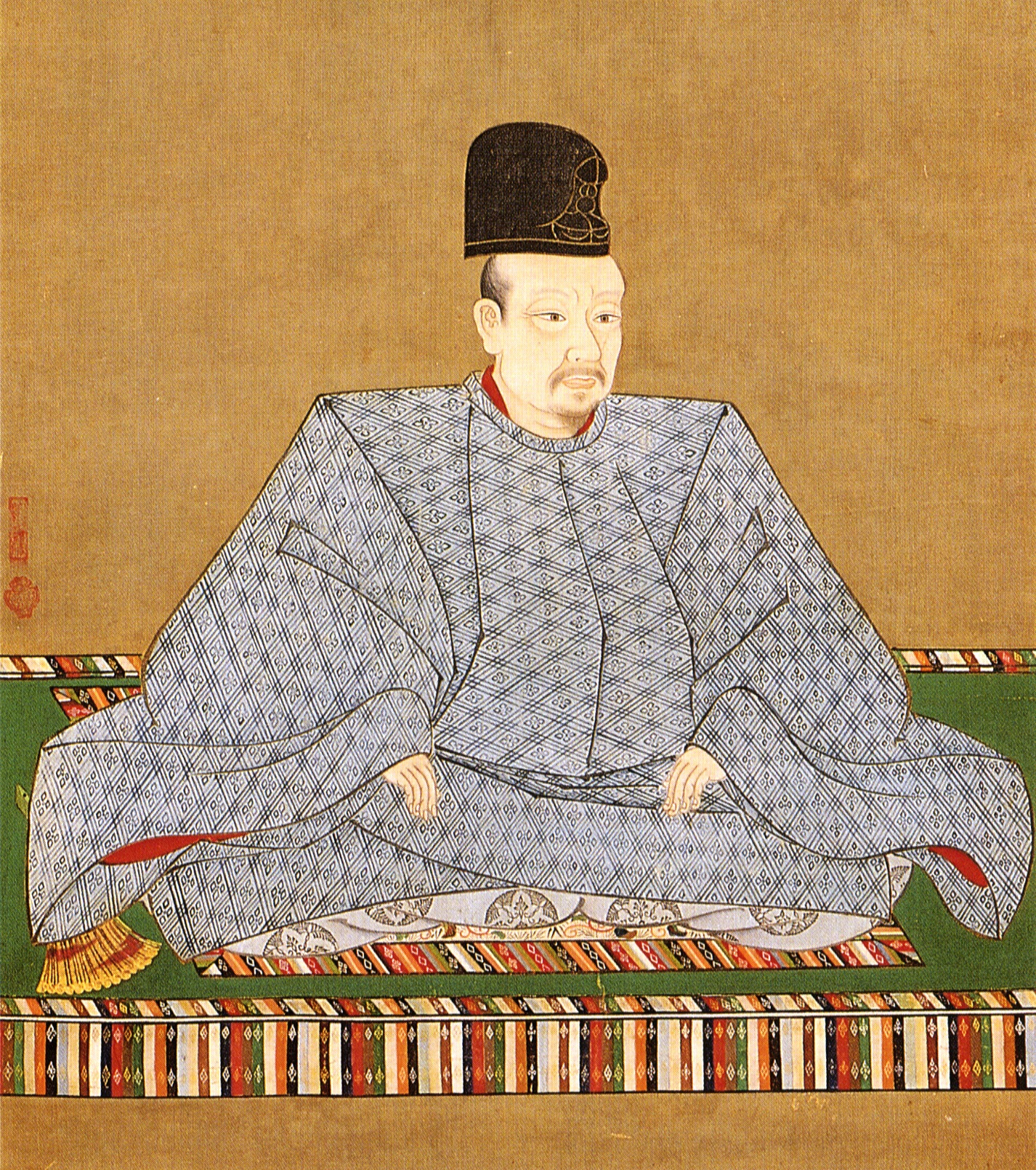
Emperador Go-Yozei, padre y predecesor de Go-Mizunno

Antes del ascenso de Go-Mizunoo al Trono del Crisantemo, su nombre personal (su imina) era Kotohito (政 仁) o Masahito.
Era el tercer hijo del Emperador Go-Yōzei. Su madre era Konoe Sakiko (1575-1630) la hija de Konoe Sakihisa. Residió con su familia en el Dairi del Palacio Heian. La familia incluía al menos 33 niños; y tres de sus hijos y una hija pasarían a sentarse en el trono del Crisantemo:
- Consorte: Tokugawa Kazuko (hija de Tokugawa Hidetada)
  - Príncipe Imperial Takahito (1621-1628)
  - Princesa Imperial Kazu-no-miya Okiko (女一宮興子内親王)- se convirtió en la Emperatriz Meishō.
- Consorte: Hija del Ministro de la izquierda
  - Príncipe Imperial Suga-no-miya Tsuguhito (素鵞宮紹仁親王)- se convirtió en el Emperador Go-Kōmyō
- Consorte: ?
  - Príncipe Imperial Hide-no-miya Nagahito (秀宮良仁親王)- se convirtió en el Emperador Go-Sai
- Kuniko, hija del Protector del Sello Real
  - Príncipe Imperial Ate-no-miya Satohito (高貴宮識仁親王) - se convirtió en el Emperador Reigen

## Eventos de su Vida
En el tercer mes, el 27° día, de Keichō 16 (1611), después de la abdicación de su padre, el Emperador Go-Yōzei. En el cuarto mes, el 12° día, realizó una ceremonia de gratitud por su entronamiento.
Cuando se descubrió que su dama preferida de la corte, mientras él era un príncipe, fue una princesa imperial. Tokugawa Hidetada, amenazó cancelar el compromiso de su hija Tokugawa Kazuko. Sin embargo, disculpándose por sus acciones, Tokugawa Kazuko fue bienvenida en la Corte Imperial. En 1627, ocurrió el incidente de las ropas púrpuras: la nodriza de Tokugawa Iemitsu, estando sin rango o título, visitó la Corte Imperial. El Emperador, quien era incapaz de retener la influencia frente al shogunato, abdicó en favor de su hija, que se convirtió en la Emperatriz Meishō.

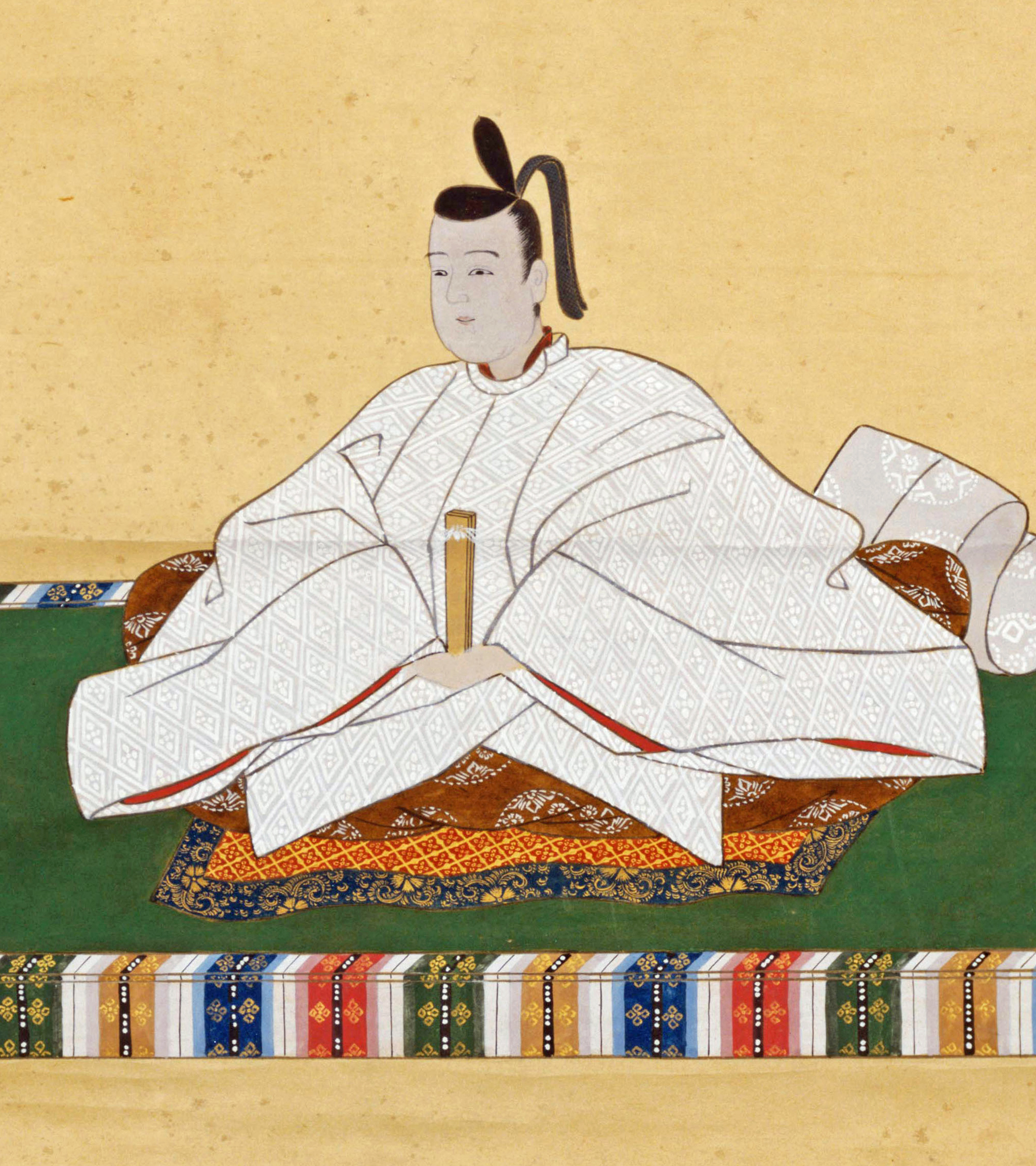
Shogun Toyotomi Hideyori

- 29 de junio de 1596: nace Go-Mizunoo.[8]
- 20 de mayo de 1610 (Keichō 15, día 27 del tercer mes): Toyotomi Hideyori vino a Miyako para visitar al antiguo Shōgun Tokugawa Ieyasu; y el mismo día, Go-Yōzei anunció su intención de renunciar al trono.[9]
- 9 de mayo de 1611 (Keichō 16): En el año 26 de su reinado abdica Go-Yōzei (後 陽 成 天皇 二十 六年); y se considera que el reinado del emperador Go-Mizunoo ha comenzado. El joven emperador tenía 16 años.[10]
- 1614 (Keichō 19): Sitio de Osaka. El Shōgun Tokugawa Hidetada venció a Toyotomi Hideyori y prendió fuego al Castillo de Osaka, y luego regresó por el invierno a la ciudad de Edo.[3]

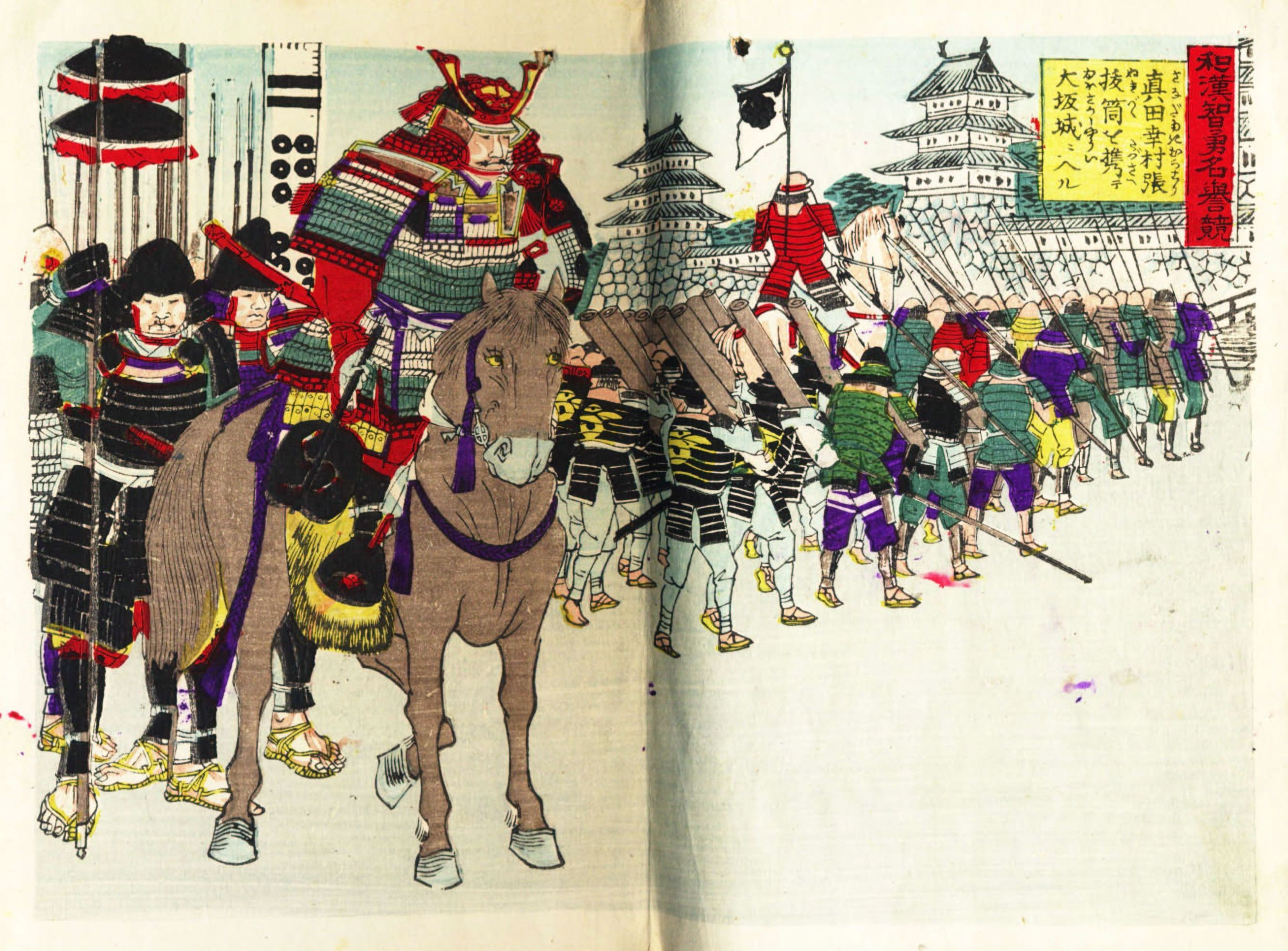
Sitio de Osaka en el año 1614 con el samurái Sanada Yukimura

•26 de noviembre de 1614 (Keichō 19, día 25 del décimo mes): Hubo un fuerte terremoto. El mismo año se lanzó una gran campaña para el Templo Daibutsu en Kioto.
- 1615 (Keichō 20): Comienza la batalla de verano de Osaka
- 1615 (Genna 1): Tokugawa Ieyasu y su hijo, el Shōgun Hidetada, marcharon nuevamente al Castillo de Osaka, que fue capturado y quemado. Hideyori se suicidó. Sin embargo, su cuerpo nunca fue encontrado; se rumoreaba que huyó a Satsuma, donde había preparado un refugio por adelantado.[11]
- 6 de enero de 1616 (Genna 2, día 17 del cuarto mes): Ieyasu murió en Suruga.[11]
- 25 de septiembre de 1617 (Genna 3, día 26 del octavo mes): el exemperador Go-Yōzei murió. Está enterrado en el túmulo sepulcral Fukakusa del norte (深 草 北陵, Fukakusa no Kita no Misasagi).
- 1620 (Genna 6): Tokugawa Masako, la hija de Shōgun Hidetada, ingresó al palacio como consorte del emperador; y el matrimonio se celebró con gran pompa.[12]
- 2 de abril de 1620 (Genna 6, trigésimo día del segundo mes): fuego severo en Kioto.[11]
- 6 de abril de 1620 (Genna 6, cuarto día del tercer mes): incendios severos en Kioto.[11]
- 623 (Genna 9): Tokugawa Iemitsu, hijo de Hidetada, llegó a la corte del emperador donde fue creado Shōgun.
- 25 de octubre de 1623 (Kan'ei 3, sexto día del noveno mes): Go-Mizunoo visita el castillo de Nijō, que fue construido en 1603 por Tokugawa Ieyasu.
- 1627 (Kan'ei 6): El "Incidente de la Túnica Púrpura" (紫衣 事件, shi-e jiken): El Emperador fue acusado de haber otorgado prendas honoríficas de color púrpura a más de diez sacerdotes a pesar del edicto del shōgun que los prohibió durante dos años ( probablemente para romper el vínculo entre el Emperador y los círculos religiosos). El shogunato intervino haciendo inválida la entrega de las prendas. Los sacerdotes que habían sido honrados por el emperador fueron enviados al exilio por los bakufu.[7]

Por el resto de su larga vida, se concentró en varios proyectos e intereses estéticos, de los cuales quizás los más conocidos son los magníficos jardines japoneses de la Villa Imperial de Shugaku-in.

### Abdicación y Muerte

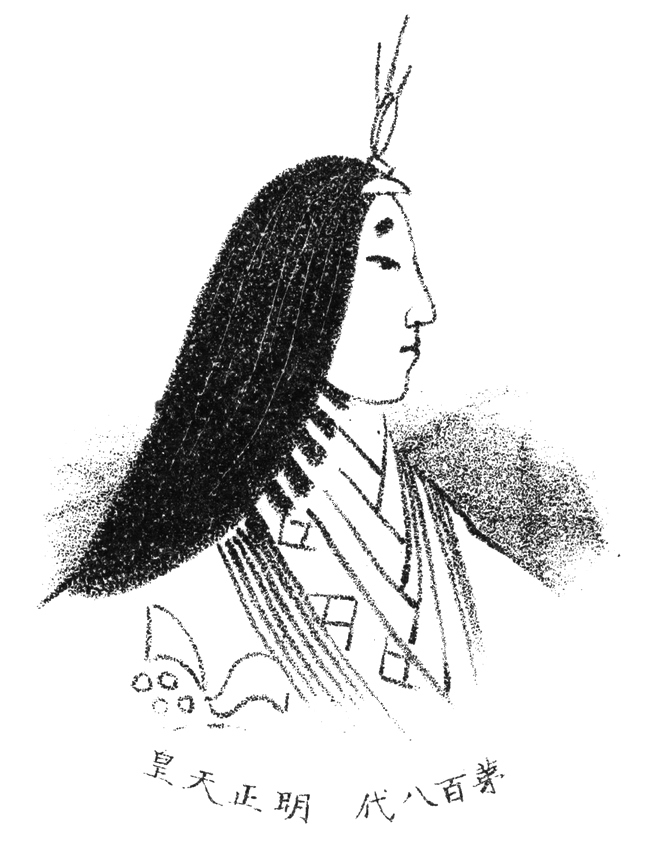
Emperatriz Meisho, hija y sucesora de Go-Mizunno

El 22 de diciembre de 1629 Go-Mizunoo abdicó. El emperador renunció al trono a favor de su hija, Okiko, el mismo día que los sacerdotes del "Incidente de la Túnica Púrpura" fueron exiliados. Okiko se convirtió en la emperatriz Meishō.
Go Mizunoo murió el 11 de septiembre de 1680. Los dientes y el pelo del Emperador Go-Mizunoo son preservados como ofrenda.
La memoria de Go-Mizunoo se honra en Sennyū-ji en Higashiyama-ku, Kioto, donde se encuentra un mausoleo imperial designado (misasagi). Se llama Tsuki no wa no misasagi. También están consagrados los sucesores imperiales inmediatos de este emperador: Meishō, Go-Kōmyō, Go-Sai, Reigen, Higashiyama, Nakamikado, Sakuramachi, Momozono, Go-Sakuramachi y Go-Momozono.

## Eras de su reinado
Los años del reinado de Go-Mizunoo se identifican más específicamente por más de un nombre de era o nengō. Sus eras fueron las siguientes:
- Keichō
- Genna
- Kan'ei